# Friedrich Adler (Künstler)

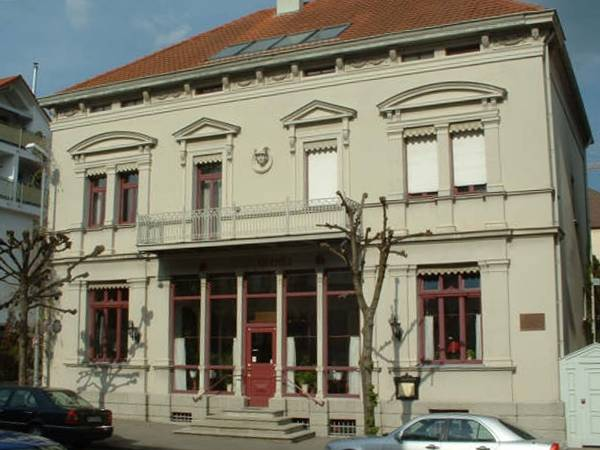
Geburtshaus Friedrich Adlers in Laupheim (heute ein Restaurant)

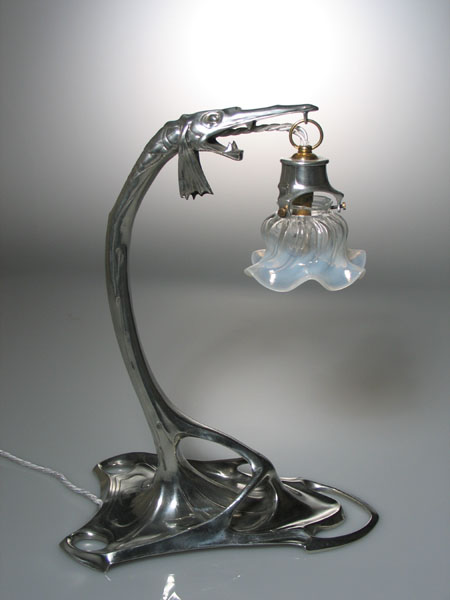
Jugendstil-Tischlampe (1900)

Schale aus Bebrit (1935)

Friedrich Adler (* 29. April 1878 in Laupheim; † 1942 im KZ Auschwitz-Birkenau) war ein deutscher Architekt, Möbelgestalter und Keramiker. Er war ein Vertreter des Jugendstils und des Art Déco und vor allem durch seine Entwürfe für Metallarbeiten und Textildruck-Verfahren bekannt. Später (ab ca. 1929/30) entwarf er als einer der frühen Kunststoff- und Industriedesigner Haushaltsgegenstände aus Phenolharzen (Phenoplaste) und Harnstoffharzen (Aminoplaste).
1907 heiratete Adler in Laupheim die Textilkünstlerin Bertha Haymann. Der Ehe entstammten fünf Kinder. Bertha Adler verstarb 1918 an der Spanischen Grippe. 1920 heiratete Friedrich Adler seine Studentin, die Textilkünstlerin Frieda Erika Fabisch, genannt Fef. Mit Frieda Adler, die auch für die Kinder aus erster Ehe sorgte, hatte er zwei weitere Kinder. Während die älteren Kinder zum Teil noch zu Zeiten der Weimarer Republik in die USA auswanderten, emigrierte Frieda Adler 1934 mit zwei Töchtern nach Britisch-Zypern. 1935 beging Jakob Adler, Friedrichs ältester Bruder – Kaufmann und bis zum Beginn der NS-Politik der Ausgrenzung und Verfolgung, respektierter Bürger von Laupheim – Selbstmord. 1936 besuchte Friedrich Adler während einer Palästina-Reise seine Familie auf Zypern und sah sie zum letzten Mal. 1937 kam in Nikosia der jüngste Sohn von Friedrich und Frieda Adler zur Welt. Friedrich Adler gelang es wie seinem in Berlin lebenden Sohn, dem Keramiker und Musiker Paul Wilhelm Adler, nicht mehr, dem mörderischen NS-Staat zu entkommen. Beide wurden in Auschwitz ermordet, Friedrich Adler 1942, sein Sohn 1944. Edmund Adler, Friedrich Adlers zwei Jahre älterer Bruder, wurde im Herbst 1942 in Treblinka ermordet.

## Leben
Friedrich Adler wuchs als Sohn einer jüdischen Familie im oberschwäbischen Laupheim auf. Sein Geburtshaus in der Kapellenstraße – im Stil der Neorenaissance erbaut – beherbergt heute ein Restaurant mit Friedrich Adler-Zimmer. Der Vater Isidor Adler, Konditormeister, der später einen Lebensmittelgroßhandel betrieb, förderte die früh erkannte künstlerische Begabung des Sohnes.
Friedrich Adler studierte von 1894 bis 1898 an der Kunstgewerbeschule (ab 1928 Landeskunstschule) in München. Nach seinem Abschluss war er bis 1902 Mitglied der Darmstädter Künstlerkolonie, arbeitete als freischaffender Künstler und verkaufte seine Entwürfe unter anderem an die Firmen Walter Scherf & Co. und Georg Friedrich Schmidt (Osiris) in Nürnberg, sowie an P. Bruckmann & Söhne in Heilbronn. Mit dem Gestalter Paul Bürck verband ihn eine enge Freundschaft. 1902 absolvierte er ein weiteres Studienjahr an den neugegründeten Lehr- und Versuchsateliers für angewandte und freie Kunst (Debschitz-Schule) bei Hermann Obrist und Wilhelm von Debschitz. Dort nahm er von 1903 bis 1907 seine erste Tätigkeit als Lehrer für ornamentale Architektur und Metallgusstechnik auf. Diese setzte er von 1907 bis 1933 an der Kunstgewerbeschule in Hamburg fort. Parallel leitete er von 1910 bis 1913 vier Meisterkurse am damaligen Bayerischen Gewerbemuseum in Nürnberg und stellte in der Kölner Werkbundausstellung 1914 einen Synagogenraum aus. Seine Hamburger Tätigkeit wurde von 1914 bis 1918 durch den Kriegsdienst als Offiziers-Stellvertreter im Ersten Weltkrieg unterbrochen. 1918 an die Kunstgewerbeschule Hamburg zurückgekehrt, wurde er dort 1927 zum Professor ernannt. Zu seinen Schülern gehörte auch die Malerin Anita Suhr. In diese Zeit fallen zahlreiche Entwicklungen im Art déco und im Kunsthandwerk, unter anderem entwickelte er für die Adler-Textil-Werke in Hamburg industrielle Herstellungsverfahren auf Basis der Batiktechnik. Er war Initiator der Hamburger Künstlerfeste im Curiohaus, die er mit seiner Frau Frieda, genannt Fef, und etlichen Künstlerfreunden veranstaltete.

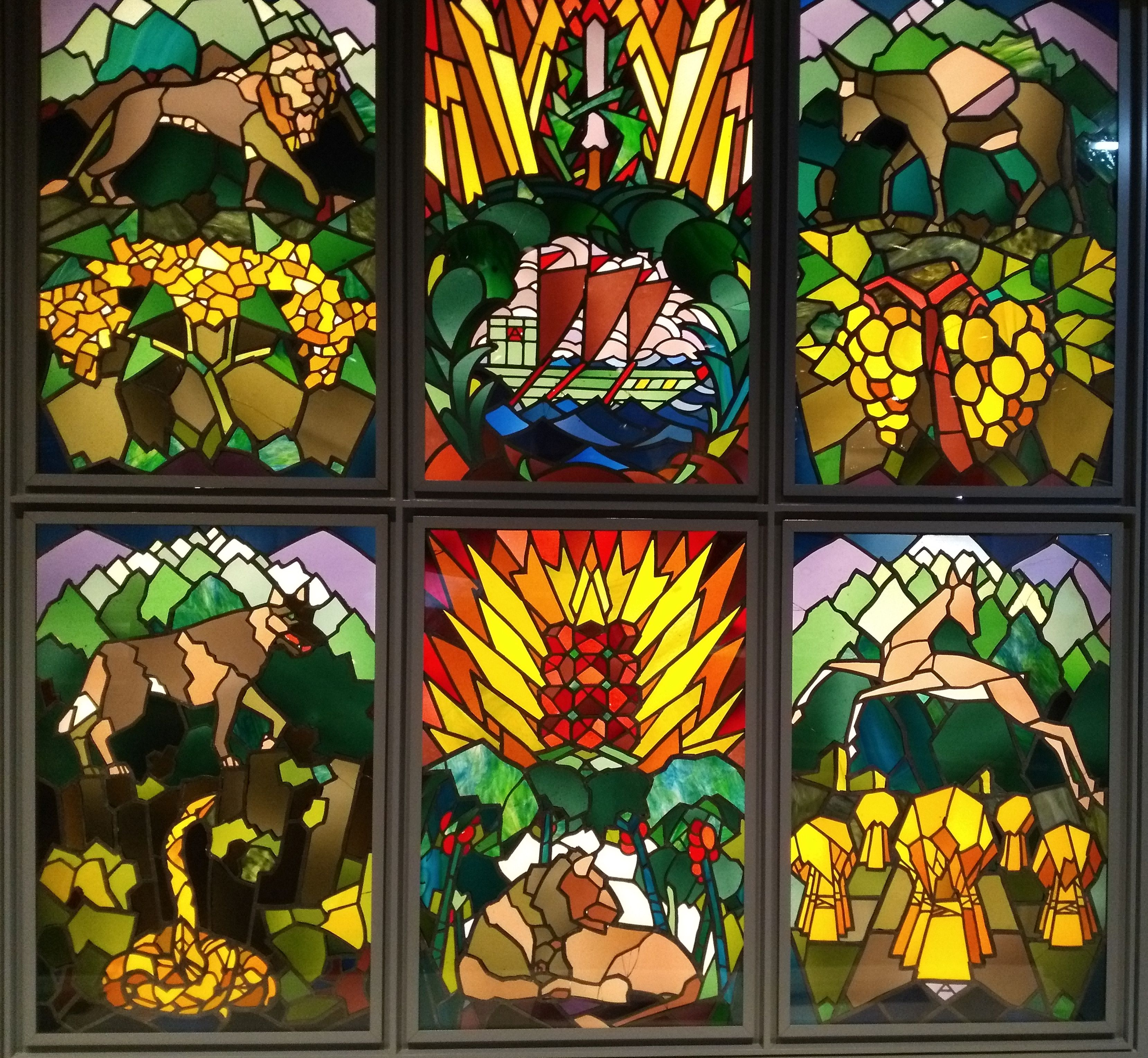
Die Synagogenfenster Friedrich Adlers, „12 Stämme Israels“, Tel Aviv Museum of Art (mit freundlicher Genehmigung von Ruben Frankenstein)

Nachdem Konrad Goldmann 1919 den Markenhof erworben hatte, richtete er dort eine kleine Synagoge ein und ließ deren Fenster, die die Zwölf Stämme Israels symbolisieren, nach eigenen Entwürfen durch Eduard Stritt herstellen. Obwohl Goldmann den Markenhof 1925 an das Freiburger Evangelische Stift verkaufen musste, erlaubten ihm die Nachbesitzer 1931 den Ausbau der Synagogenfenster. Er schenkte sie noch im selben Jahr Meir Dizengoff, der sie dann an das von ihm 1932 gegründete Tel Aviv Museum of Art übergab. Dieses Museum, das damals noch den Namen von Meirs verstorbener Frau Zina trug, befand sich in deren gemeinsamen Wohnhaus, der späteren Independence Hall. Friedrich Adler bereiste 1936 Palästina und sah im Kunstmuseum in Tel Aviv noch einmal seine Markenhof-Fenster. Kopien der Fenster sind heute im Museum zur Geschichte von Christen und Juden in Laupheim zu sehen. Die Säulen, die die Fenster ursprünglich umrahmten, befinden sich im Kibbuz Beit HaEmek bei Naharija.
Ab ca. 1929/30 entwarf Adler zahlreiche Haushalts-Gegenstände u. a. für die Bebrit-Werke in Bebra. Als einer der ersten nutzte er dafür Kunststoffe, die damals als Pressstoff (Phenoplast, Aminoplast) bezeichnet wurden.
Nach seiner Entlassung bzw. Zwangspensionierung durch die Nationalsozialisten 1933 war er gezwungen, sich seinen Unterhalt durch private Tätigkeit zu verdienen. Da er nicht Mitglied der Reichskulturkammer werden durfte, blieben Einnahmen auf Einzelaufträge begrenzt. Von 1934 bis 1941 war es ihm möglich, im Rahmen des Jüdischen Kulturbundes als privater Kunstgewerbelehrer einzelne Schüler zu unterrichten. Hier hielt er Vorträge, organisierte Ausstellungen und veröffentlichte kunsttheoretische Beiträge in den Monatsblättern des Jüdischen Kulturbundes.
Am 11. Juli 1942 wurde er ins Konzentrationslager Auschwitz deportiert, bei der Selektion als nicht arbeitsfähig eingestuft und kurze Zeit später ermordet.
Friedrich Adlers außerordentlich vielfältiges Werk umfasst Entwurfstätigkeiten für Architektur (Sakralbauten), Bildhauerei (Bauornamentik, Grabmäler), Glasfenster, Möbel- und Innenarchitektur, Metallarbeiten (Haushaltsgegenstände, Schmuck, Sakralkunst), Keramik, Textilien (Knüpf- und Stickmuster, Textildruck), Arbeiten in Holz, Elfenbein und Serpentin und Überfanggläser. Er lieferte Entwurfsarbeiten für über 50 kunstgewerbliche Betriebe, unter anderem für die Silberwarenfabrik P. Bruckmann & Söhne in Heilbronn, die Metallwarenfabrik für Kleinkunst „Osiris“ von Walter Scherf  und die Kunstgewerbliche Metallwarenfabrik „Orion“ von Georg Friedrich Schmitt, beide in Nürnberg.
Einem breiten Publikum erschloss sich ab 1994 Friedrich Adlers Kunst mit der Ausstellung „Friedrich Adler – zwischen Jugendstil und Art Déco“ mit den Stationen Münchner Stadtmuseum, Germanisches Nationalmuseum in Nürnberg, Grassi-Museum Leipzig, Museum für Kunst und Gewerbe in Hamburg, Museum Zons-Burg Friedestrom, Maurice Spertus Museum of Judaica in Chicago und Städtische Galerie Schranne in Laupheim.

## Ehrungen
- In seiner Heimatstadt Laupheim weist seit 1989 eine Bronzetafel auf sein Geburtshaus hin. Die dortige Realschule trägt seinen Namen: Friedrich-Adler-Realschule (FARS).

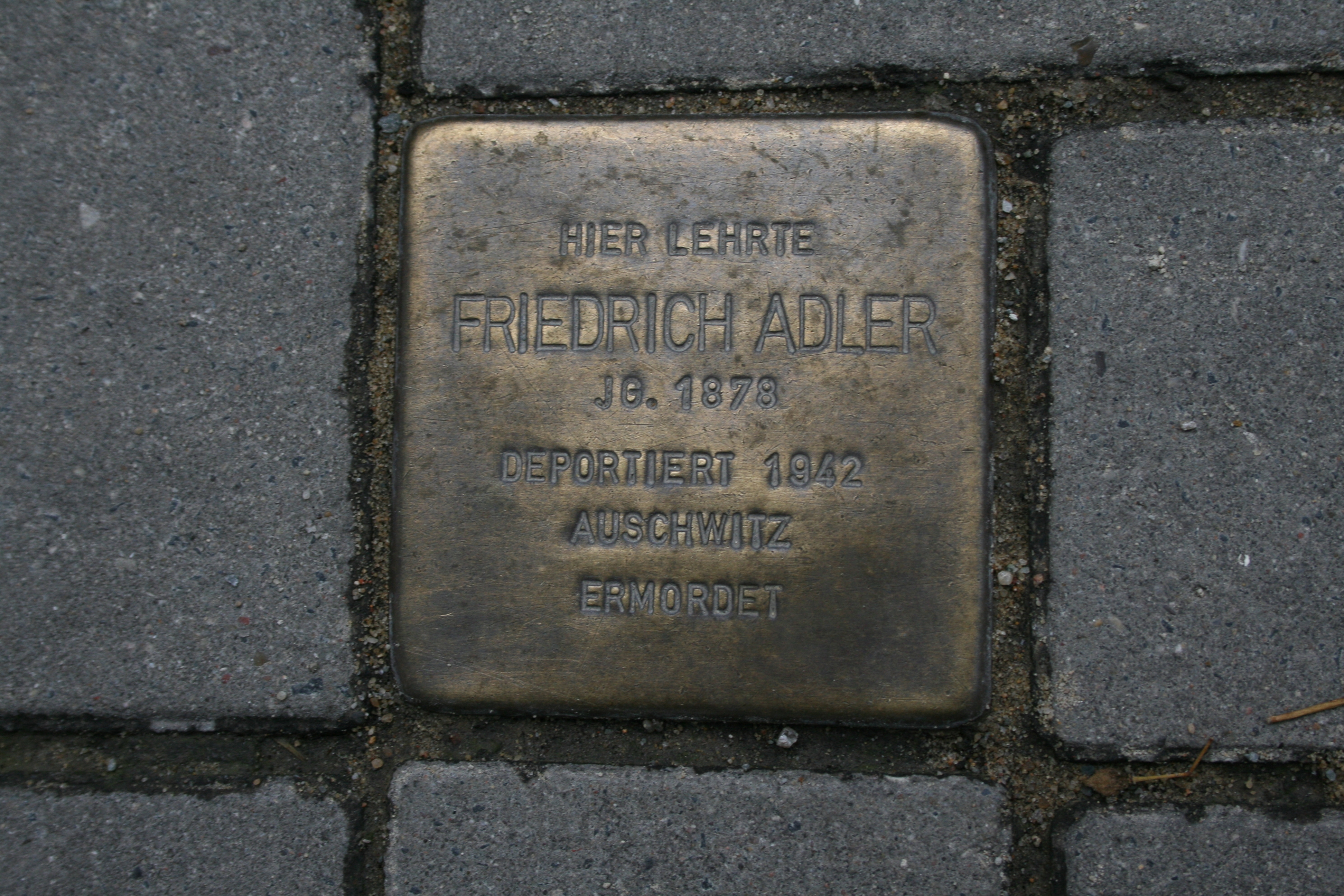
Stolperstein vor der Hochschule für bildende Künste in Hamburg

- An der Hochschule für bildende Künste in Hamburg, der früheren Staatlichen Kunstgewerbeschule, wurde 1989 eine Gedenktafel angebracht mit dem Text: „Hier - im heutigen Gebäude der Hochschule für Bildende Künste - lehrte von 1913 (richtig 1907!) - 1933 Friedrich Adler, geb. 1878 in Laupheim. 1922 wurde er hier zum Professor ernannt. Er war auf vielfältige Weise künstlerisch tätig. Als Lehrer war er ungewöhnlich beliebt. 1933 wurde er von den Nazis zwangspensioniert. Er durfte nur noch jüdische Schüler unterrichten. Am 11.7.1942 wurde er nach Auschwitz deportiert.“ Und darunter das Zitat: „... unser Leben wäre armselig, wenn uns nicht die Einbildungskraft, die Phantasie eingeboren wäre.“ (Aus einem Aufsatz Friedrich Adlers aus dem Jahre 1937).
- Des Weiteren erinnert ein Stolperstein im Bürgersteig vor der Haupttreppe der Hochschule für Bildende Künste in Hamburg an Friedrich Adler.